# NEC杯囲棋賽
NEC杯囲棋賽（NECはいいきさい、NEC杯围棋赛）は、中国の囲碁の棋戦。1995年に創設、2009年まで14期行われた。
また、1997年から2001年にはNEC新秀戦（NEC新秀赛）が行われた。
- 主催 中国囲棋協会、囲棋天地
- 賛助 NEC
- 優勝賞金 第1期は12万元、その後20万元

対局は各地で開催され、公開早碁で行われる。このため開催地の地元出身棋士には多大な声援が贈られるのも特徴の一つ。持ち時間は一人10分で、使い切ると1手30秒の秒読み。
出場棋士は、予選通過の8名、前回1、2位の2名、棋士ランキング上位2名の、計12名で、トーナメント戦で争われる。第2期から6期の優勝者は、日中スーパー囲碁の優勝者戦に出場した。

## 歴代優勝者と決勝戦
（左が優勝者）
1. 1996年 曹大元 - 鄭弘
2. 1997年 邵煒剛 - 曹大元
3. 1998年 常昊 - 曹大元
4. 1999年 周鶴洋 - 常昊
5. 2000年 邵煒剛 - 常昊
6. 2001年 羅洗河 - 周鶴洋
7. 2002年 常昊 - 劉世振
8. 2003年 王磊 - 周鶴洋
9. 2004年 古力 - 常昊
10. 2005年 常昊 - 古力
11. 2006年 古力 - 劉世振
12. 2007年 邱峻 - 周睿羊
13. 2008年 古力 - 孔傑
14. 2009年 古力 - 孔傑

## NEC新秀戦
- 協賛 NEC
- 優勝賞金 3万元
- 出場者は、24歳、七段以下の棋士。
- トーナメント戦で実施。持時間は1手10秒の超早碁。

優勝者は日中スーパー囲碁の俊英戦三番勝負に出場した。
優勝者と決勝戦（左が優勝者）
1. 1998年 葉桂 - 羅洗河
2. 1999年 董彦 - 段嶸
3. 2000年 許書祥 - 丁偉
4. 2001年 董彦 - 孔傑